# Каневський Борис Михайлович
Борис Михайлович Каневський — радянський кінорежисер. Учасник німецько-радянської війни.

## Життєпис
Народився у 1908 році у м. Богуславі Київської губернії.

Закінчив Київський інститут кінематографії (1934). Працював на Київській кіностудії художніх фільмів (1934—1936), на Ташкентській кіностудії (1941—1943), на кіностудії імені М. Горького у Москві.

## Фільмографія
Створив в Україні стрічки:
- «День»,
- «Київ» (1936),
- «Українські пісні на екрані» (1936, "Пісня про пана Лебеденка за піснею «Яром, хлопці, яром», співавт. сцен.),
- «Олександр Пархоменко (1942, 2-й режисер)